# Освајачи олимпијских медаља у атлетици — 100 метара за жене
Дисциплина Трка на 100 метара у женској конкуренцији била је на програму атлетских такмичења на свим Летњим олимпијским играма од 1928. до 2012. Навише успеха у појединачној конкуренцији су имале Вајоми Тајес (САД), Гејл Диверс (САД) и Шели Ен Фрејзер-Прајс (Јамајка) са по две златне медаље. У екипној конкуренцији најбоља је репрезентација САД са 20 освојених медаља од којих 9 су златне.
Освајачи олимпијских медаља у дисциплини 100 м приказани су у следећој табели, а резултати су дати у секундама. Од Олимпијских игара 1972. у Минхену уведено је електронско мерење резултата.
| Дисциплина                  |                                                          | Резултат   |                                                   | Резултат    |                                           | Резултат |
| Амстердам 1928. детаљи      | Бети Робинсон САД                                        | 12,2 ОР    | Фани Розенфелд Канада                             | 12,3        | Етел Смит Канада                          | 12,3     |
| Лос Анђелес 1932. детаљи    | Станислава Валасјевич · Пољска                           | 11,9 СР    | Хилда Страјк Канада                               | 11,9        | Вилхелмина фон Бремен САД                 | 12,0     |
| Берлин 1936. детаљи         | Хелен Стивенс САД                                        | 11,5 СР    | Станислава Валасјевич · Пољска                    | 11,7        | Кете Краус Немачка                        | 11,9     |
| Лондон 1948. детаљи         | Фани Бланкерс-Кун · Холандија                            | 11,9       | Дороти Манли · Уједињено Краљевство               | 12,2        | Ширли Стрикланд · Аустралија              | 12,2     |
| Хелсинки 1952. детаљи       | Марџори Џексон · Аустралија                              | 11,5 СР    | Дафне Хасенјагер Јужноафричка република           | 11,8        | Ширли Стрикланд де ла Ханти · Аустралија  | 11,9     |
| Мелбурн 1956. детаљи        | Бети Катберт · Аустралија                                | 11,5       | Криста Штубник · Уједињени тим Немачке1           | 11,7        | Мерлин Метјуз · Аустралија                | 11,7     |
| Рим 1960. детаљи            | Вилма Рудолф · Сједињене Америчке Државе                 | 11,3 СР    | Дороти Хајман · Уједињено Краљевство              | 11,5        | Ђузепина Леоне · Италија                  | 11,5     |
| Токио 1964. детаљи          | Вајоми Тајес · Сједињене Америчке Државе                 | 11,4       | Едит Магвајер · Сједињене Америчке Државе         | 11,6        | Ева Клобуковска · Пољска                  | 11,6     |
| Мексико Сити 1968. детаљи   | Вајоми Тајес · Сједињене Америчке Државе                 | 11,0 СР    | Барбара Фарел · Сједињене Америчке Државе         | 11,1        | Ирена Шевињска · Пољска                   | 11,1     |
| Минхен 1972. детаљи         | Ренате Штехер · Источна Немачка                          | 11,07 СР   | Рејлин Бојл · Аустралија                          | 11,23       | Силвија Чибас · Куба                      | 11,24    |
| Монтреал 1976. детаљи       | Анегрет Рихтер · Западна Немачка                         | 11,08      | Ренате Штехер · Источна Немачка                   | 11,13       | Инге Хелтен · Западна Немачка             | 11,17    |
| Москва 1980. детаљи         | Људмила Кондратјева · Совјетски Савез                    | 11,06 ОР   | Марлис Гер · Источна Немачка                      | 11,07       | Ингрид Ауерсвалд · Источна Немачка        | 11,14    |
| Лос Анђелес 1984. детаљи    | Евелин Ешфорд · Сједињене Америчке Државе                | 10,97 ОР   | Алис Браун · Сједињене Америчке Државе}           | 11,13       | Мерлин Оти · Јамајка                      | 11,16    |
| Сеул 1988. детаљи           | Флоренс Грифит Џојнер · Сједињене Америчке Државе        | 10,54 2 ОР | Евелин Ешфорд · Сједињене Америчке Државе         | 10,83       | Хајке Дрекслер · Источна Немачка          | 10,85    |
| Барселона 1992. детаљи      | Гејл Диверс · Сједињене Америчке Државе                  | 10,82      | Џулијет Катберт · Јамајка                         | 10,83       | Ирина Привалова · Уједињени тим           | 10,84    |
| Атланта 1996. детаљи        | Гејл Диверс · Сједињене Америчке Државе                  | 10,94      | Мерлин Оти · Јамајка                              | 10,94       | Гвен Торенс · Сједињене Америчке Државе   | 10,96    |
| Сиднеј 2000. детаљи         | Мерион Џоунс · Сједињене Америчке Државе · Није додељена | 10,75      | Катерини Тану · Грчка · Тејна Лоренс · Јамајка    | 11,12 11,18 | Мерлин Оти · Јамајка                      | 11,19    |
| Атина 2004. детаљи          | Јулија Нестеренко · Белорусија                           | 10,93      | Лорин Вилијамс · Сједињене Америчке Државе        | 10,96       | Вероника Кембел · Јамајка                 | 10,97    |
| Пекинг 2008. детаљи         | Шели Ен Фрејзер · Јамајка                                | 10,78      | Шерон Симпсон · Јамајка · Керон Стјуарт · Јамајка | 10,98       | -                                         | -        |
| Лондон 2012. детаљи         | Шели Ен Фрејзер-Прајс · Јамајка                          | 10,75      | Кармелита Џетер · Сједињене Америчке Државе       | 10,78       | Вероника Кембел-Браун · Јамајка           | 10.81    |
| Рио де Жанеиро 2016. детаљи | Елејн Томпсон · Јамајка                                  | 10,71      | Тори Боуи · Сједињене Америчке Државе             | 10,83       | Шели-Ен Фрејзер-Прајс · Јамајка           | 10.86    |
| Токио 2020. детаљи          | Елејн Томпсон-Хера · Јамајка                             | 10,61 ОР   | Шели-Ен Фрејзер-Прајс · Јамајка                   | 10,74       | Шерика Џексон Јамајка                     | 10,76    |
| Париз 2024. детаљи          | Џулијен Алфред Света Луција                              | 10,72      | Ша'Кари Ричардсон Сједињене Америчке Државе       | 10,87       | Мелиса Џеферсон Сједињене Америчке Државе | 10,92    |
| Лос Анђелес 2028.           |                                                          |            |                                                   |             |                                           |          |

Легенда
- ОР=Олимпијски рекорд
- СР=Светски рекорд
- 1Олимпијци Западне и Источне Немачке наступали као једна екипа.
- 2Флоранс Грифит-Џојнер је трчала брже од Олимпијског рекорда, али њен резултат од 10,54 секунде није признат као Олимпијски рекорд зато што је ветар дувао у леђа 3.0 метара у секунди.

## Биланс медаља, 100 метара жене
Стање после ЛОИ 2024.
|     | Држава                    | Злато | Сребро | Бронза |    |
| --- | ------------------------- | ----- | ------ | ------ | -- |
| 1.  | Сједињене Америчке Државе | 9     | 8      | 3      | 20 |
| 2.  | Јамајка                   | 4     | 6      | 6      | 16 |
| 3.  | Аустралија                | 2     | 1      | 3      | 8  |
| 4.  | Источна Немачка           | 1     | 2      | 2      | 5  |
| 5.  | Пољска                    | 1     | 1      | 2      | 4  |
| 6.  | Немачка                   | 1     | 0      | 2      | 3  |
| 7.  | Белорусија                | 1     | 0      | 0      | 1  |
| 7.  | Совјетски Савез           | 1     | 0      | 0      | 1  |
| 7.  | Холандија                 | 1     | 0      | 0      | 1  |
| 7.  | Света Луција              | 1     | 0      | 0      | 1  |
| 11. | Канада                    | 0     | 2      | 1      | 3  |
| 12. | Уједињено Краљевство      | 0     | 2      | 0      | 2  |
| 13. | Јужноафричка Република    | 0     | 1      | 0      | 1  |
| 13. | Уједињени тим Немачке1    | 0     | 1      | 0      | 1  |
| 13. | Грчка                     | 0     | 1      | 0      | 1  |
| 16  | Куба                      | 0     | 0      | 1      | 1  |
| 16  | Уједињени тим             | 0     | 0      | 1      | 1  |
| 16  | Италија                   | 0     | 0      | 1      | 1  |
|     | Укупно 18 земаља          | 22    | 25     | 22     | 69 |